# Сандра Белић
Сандра Белић (Београд, 1960), редовни је професор виолончела на Факултету музичке уметности у Београду.
Рођена је 5. октобра 1960. године у Београду. Дипломирала је виолончело на универзитету у Бечу са посебним похвалама.Паралелно са студијама на универзитету,Сандра се усавршавала код Данијела Шафрана, Зигфрида Палма и Бориса Пергаменчикова. Наступала је и као солиста са познатим орекстрима. Била је дугогодишњи солиста оркестра Душан Сковран.
Године 2003. добила је награду од стране Удружења музичких уметника Србије за најбољи наступ у концертној сезони Београда, а затим је 2011. године добила награду за најбољу интерпретацију на Трибини савремене музике у Београду.